# Championnat de Finlande de football 1974
Navigation
Saison précédente Saison suivante
La saison 1974 du Championnat de Finlande de football était la 45e édition de la première division finlandaise à poule unique, la Mestaruussarja. Les douze meilleurs clubs du pays jouent les uns contre les autres à deux reprises durant la saison, à domicile et à l'extérieur. À la fin de la compétition, les 2 derniers du classement sont relégués et remplacés par les 2 meilleurs clubs d'Ykkonen, la deuxième division finlandaise.
C'est le KuPS Kuopio qui remporte le championnat cette saison, en terminant en tête du classement final, avec 3 points d'avance sur le Reipas Lahti (vainqueur pour la 3e année consécutive de la Coupe de Finlande) et 5 sur le tenant du titre, le HJK Helsinki. C'est le 4e titre national du KuPS.

## Les 12 clubs participants
| - KPT Kuopio - Kuusysi Lahti - KPV Kokkola - MP Mikkeli - Haka Valkeakoski - Promu de Ykkonen - OTP Oulu | - HJK Helsinki - MiPK Mikkeli - Promu de Ykkonen - IKissat Tampere - TPS Turku - KuPS Kuopio - Reipas Lahti |

## Compétition

### Classement
Le barème de points servant à établir le classement se décompose ainsi :
- Victoire : 2 points
- Match nul : 1 point
- Défaite : 0 point

| Rang | Équipe             | Pts | J  | G  | N | P  | Bp | Bc | Diff |
| ---- | ------------------ | --- | -- | -- | - | -- | -- | -- | ---- |
| 1    | KuPS Kuopio        | 33  | 22 | 13 | 7 | 2  | 62 | 30 | +32  |
| 2    | Reipas Lahti C     | 30  | 22 | 14 | 2 | 6  | 49 | 26 | +23  |
| 3    | HJK Helsinki T     | 28  | 22 | 12 | 4 | 6  | 43 | 27 | +16  |
| 4    | MiPK Mikkeli P     | 26  | 22 | 10 | 6 | 6  | 29 | 27 | +2   |
| 5    | KPT Kuopio         | 22  | 22 | 9  | 4 | 9  | 30 | 30 | 0    |
| 6    | TPS Turku          | 21  | 22 | 9  | 3 | 10 | 34 | 31 | +3   |
| 7    | OTP Oulu           | 20  | 22 | 7  | 6 | 9  | 29 | 34 | -5   |
| 8    | Haka Valkeakoski P | 20  | 22 | 6  | 8 | 8  | 34 | 40 | -6   |
| 9    | KPV Kokkola        | 20  | 22 | 7  | 6 | 9  | 24 | 38 | -14  |
| 10   | MP Mikkeli         | 19  | 22 | 7  | 5 | 10 | 24 | 36 | -12  |
| 11   | Kuusysi Lahti      | 15  | 22 | 4  | 7 | 11 | 22 | 41 | -19  |
| 12   | IKissat Tampere    | 10  | 22 | 3  | 4 | 15 | 26 | 46 | -20  |

|  | Qualification pour la Coupe d'Europe des clubs champions 1975-1976                      |
|  | Qualification pour la Coupe des Coupes 1975-1976                                        |
|  | Qualification pour la Coupe UEFA 1975-1976                                              |
|  | Relégation en deuxième division                                                         |
|  | T Tenant du titre C Vainqueur de la Coupe de Finlande P Club promu de deuxième division |

## Bilan de la saison
| Championnat de Finlande de football 1974                  |                        |
| Champion                                                  | KuPS Kuopio (4e titre) |
| Coupes et trophées                                        |                        |
| Vainqueur de la Coupe de Finlande 1974                    | Reipas Lahti           |
| Qualifications continentales                              |                        |
| Coupe d'Europe des clubs champions 1975-1976 Premier tour | KuPS Kuopio            |
| Coupe des Coupes 1975-1976 Premier tour                   | Reipas Lahti           |
| Coupe UEFA 1975-1976 Premier tour                         | HJK Helsinki           |
| Promotions et relégations                                 |                        |
| Promus en Mestaruussarja                                  | MyPa 47 Anjalankoski   |
| Promus en Mestaruussarja                                  | VPS Vaasa              |
| Relégués en Ykkonen                                       | Kuusysi Lahti          |
| Relégués en Ykkonen                                       | IKissat Tampere        |